# 베로뮌스터
베로뮌스터(독일어: Beromünster)는 스위스 루체른주 주르제구에 있는 지자체이다. 2004년 1월 1일 슈바르첸바흐의 이전 시정촌이 베로뮌스터시로 합병되었다. 2009년 1월 1일 군츠빌시가 2013년 1월 1일에 노이도르프에 이어 베로뮌스터시로 합병되었다.

## 역사
베로뮌스터는 1223년 빌라 베로넨시스(villa Beronensis)로 처음 언급되었다. 1333년에는 에르괴베에서 뮌스터(Münster)로 언급되었다. 1934년경 그것은 단순히 뮌스터(LU)로 알려졌다.

## 지리
베로뮌스터의 면적은 42.12 k㎡이다. 이 중 64.7%가 농업용으로, 21.1%가 산림으로 이용되고 있다. 나머지 토지 중 14.1%는 정착지(건물 또는 도로)이고, 나머지(0.2%)는 비생산적(강, 빙하 또는 산)이다. 1997년 토지조사에서, 전체 토지 면적의 16.32%가 산림이었다. 농경지 중 72.03%는 경작이나 목초지에 사용되며, 3.54%는 과수원이나 포도나무 작물에 사용된다. 정착지 중 4.29%는 건물, 0.24%는 공업, 0.68%는 특별 개발, 0.27%는 공원 또는 녹지, 2.49%는 교통 기반시설로 이루어져 있다. 비생산적인 지역 중 0.1%는 비생산적인 흐르는 물(강)이고 0.03%는 기타 비생산적인 토지이다.
시정촌은 비넨탈 위쪽에 있다. 그것은 두 개의 분리된 정착지로 구성되어 있다. 함몰지에 있는 플레켄과 언덕 서쪽에 있는 교회 소유의 베로뮌스터 마을이다. 플레켄은 1764년 화재가 발생한 후 주요 도로와 평행 도로를 따라 지어진 세 줄의 집으로 구성되어 있다. 2009년 1월 1일부터 군츠빌의 시정촌도 포함되었다. 2009년에 병합된 시정촌의 면적은 29.35k㎡였다.

## 인구통계
2020년 12월 31일 기준, 베로뮌스터의 인구는 6,661명이다. 2007년 기준으로 전체 인구의 13.4%가 외국인이다. 결합된 지자체의 인구는 4,588명이며, 그중 10.1%가 외국인이다. 지난 10년 동안 인구는 2.1%의 비율로 증가했다. 2000년 기준, 대부분의 인구인 90.1%가 독일어를 사용하며, 알바니아어가 두 번째로 많이 사용(4.6%)되고, 세르보-크로아티아어가 세 번째(2.1%)로 사용된다.
2007년 선거에서 가장 인기 있는 정당은 45.9%의 득표율을 기록한 CVP였다. 다음으로 가장 인기 있는 3개 정당은 SVP (23%), FDP (19.1%), 녹색당 (5.5%)이었다.
베로뮌스터의 연령 분포는 다음과 같다. 1,190명(인구의 26.8%)이 0~19세이다. 20~39세는 1,067명(24.1%), 40~64세는 1,514명(34.1%)이다. 노인 인구 분포는 502명 또는 11.3%가 65-79세, 138 또는 3.1%가 80-89세, 25명 또는 인구의 0.6%가 90세 이상이다.
전체 스위스 인구는 일반적으로 교육 수준이 높다. 베로뮌스터에서는 인구의 약 71.1%(25-64세)가 필수가 아닌 고등교육 또는 추가 고등교육(대학 또는 응용학문대학)을 완료했다.
2000년 현재 1,542가구가 있으며, 그중 400가구(약 25.9%)가 1인 가구이다. 253명(약 16.4%)은 5인 이상의 대가족이다. 2000년 기준으로 시정촌에는 917개의 주거용 건물이 있었고, 그중 669개는 주택으로만 건축되었고 248개는 주상 복합 건물이었다. 자치단체에는 단독주택 496채, 다가구주택 98채, 다가구주택 75채가 있었다. 대부분의 집은 2층(398) 또는 3층(192)층 구조였다. 단층 건물은 40채, 4층 이상 건물은 39채에 불과했다.
베로뮌스터의 실업률은 1.18%이다. 2005년 기준으로 1차 경제 부문에 91명이 고용되어 있고, 이 부문에 약 32개 기업이 참여하고 있다. 308명이 2차 부문에 고용되어 있고, 이 부문에 38개의 기업이 있다. 709명이 3차 부문에 고용되어 있으며, 이 부문에는 96개의 기업이 있다. 2000년 기준으로 지자체 인구의 50.5%가 어느 정도 고용되었다. 동시에 여성은 전체 노동력의 40.5%를 차지했다.
2000년 인구 조사에서 베로뮌스터의 종교 회원은 다음과 같았다. 3,650명(82.1%)은 로마 가톨릭 교도이고, 330명(7.4%)은 개신교이며, 73명(1.64%)은 다른 기독교 신앙을 갖고 있다. 2명의 개인(인구의 0.04%)이 유대인이다. 이슬람교는 165명(인구의 3.71%)이다. 나머지 중 다른 종교에 속한 개인은 1명(0.02%), 조직화된 종교에 속하지 않은 사람은 113명(2.54%), 응답하지 않은 사람은 114명(2.56%)이었다.

역사적 인구는 다음 표에 나와 있다:
| 연도 | 인구   |
| ---- | ------ |
| 1695 | c. 890 |
| 1798 | 939    |
| 1837 | 1,071  |
| 1850 | 1,148  |
| 1860 | 1,198  |
| 1900 | 973    |
| 1950 | 1,434  |
| 2000 | 2,358  |

## 볼거리
베로뮌스터는 1937년에 지어진 215–217m 높이의 라디오 방송탑인 Blosenbergturm의 위치이다. 베로뮌스터 성은 1470년에 지어진 스위스의 첫 인쇄기 중 하나가 있다.

## 기후
베로뮌스터의 연간 강우량은 평균 138.1일이며 평균 강수량은 1,223mm이다. 가장 습한 달은 6월로 이 기간 동안 베로뮌스터의 평균 강수량은 150mm이다. 이달의 평균 강수량은 13.2일이다. 강수량이 가장 많은 달은 5월로 평균 13.7일이지만 강수량은 126mm에 불과하다. 일년 중 가장 건조한 달은 10월이며 13.2일 동안 평균 강수량이 74mm이다.